# کمال‌گنج
کمال‌گنج (به انگلیسی: Kamalganj) یک منطقهٔ مسکونی در هند است که در شهرستان فرخ‌آباد واقع شده‌است.

## خصوصیات
کمال‌گنج ۱۴٬۶۵۹ نفر جمعیت دارد و ۱۳۵ متر بالاتر از سطح دریا واقع شده‌است.